# تشارلز ليتش هاردي
تشارلز ليتش هاردي (بالإنجليزية: Charles Leach Hardy)‏ هو محامي وقاضي أمريكي، ولد في 24 يناير 1919 في لوس أنجلوس في الولايات المتحدة، وتوفي في 24 ديسمبر 2010 في تمبي في الولايات المتحدة.